# TRAF3
TRAF3（“TNF受体相关因子3”）是人类基因 TRAF3 编码的蛋白质，属于一种TNF受体相关因子（TRAF）。

## 蛋白质的相互作用
TRAF3蛋白与下列蛋白質进行互作：
- CD27[9][10]
- CD40[11][12][13][14]
- 胱天蛋白酶3[15][16]
- Lymphotoxin beta receptor[17][18][19]
- Nucleoporin 62[20]
- RANK[21][22]
- TANK[23][24]
- TNFSF14[25]